# 三顆星彩色冒險
《三顆星彩色冒險》（日語：天才！カラーズTV）是カツヲ創作的日本漫畫，於2014年7月26日發售《月刊Comic電擊大王》2014年9月號開始連載。日本已出版8冊單行本完結，台灣角川已出版6冊。於2018年1月7日開始播放電視動畫。

## 故事簡介
在上野的某座公園中，存在著正義組織「COLORS」的秘密基地。為了守護上野的和平，COLORS的三位小學女生——結衣、小幸及琴葉，過著奔波的每一天。

## 登場人物

### 主角
赤松結衣（聲：高田憂希）
COLORS的隊長，小學生，代表色為紅色。為了守護上野的和平組成了「COLORS」，並建造秘密基地。在秘密基地裡飼養了一隻名為「黑白上校」的貓。
是名愛哭鬼，且沒有運動神經。和小幸、琴葉比起來個性較為正經且有禮貌，經常被兩人惡作劇。超級不擅長吐槽。
與小幸和琴葉就讀不同的學校，「東京都台東區立湯門小學校」，平井和田所是學校的摯友。三人裡唯一最正常的小孩。
擁有天然黑屬性，能帶著笑容說出令人驚訝的話，但本人是無意的。
原本在學校被稱呼赤松同學，因小幸的關係而被稱呼為結衣。生日4月17日。
黃瀨沙希/小幸（聲：高野麻里佳）
COLORS的隊員，小學生，代表色為黃色。阿美横丁裡蔬果店「黃瀨Fruits」家的孩子，總是會不加思索的貿然行動。
時常和笑著母親一搭一唱。總是因為說出母親便秘的事情而被威脅「三餐香蕉地獄」。
口頭禪是「便便」。生日7月20日。
青山琴葉（聲：日岡夏美）
COLORS的隊員，小學生，代表色為藍色。喜歡玩遊戲但玩得很爛，時常蹦出駭人的思想與發言，推理能力強。
被結衣說破遊戲玩很爛之後會呈現定格狀態。
招牌口號是「Game Clear！」。生日3月11日。

### 其他人物
黑白上校（聲：？？？）
一隻像熊貓的貓，曾是阿美橫丁裡的小偷貓。目前由COLORS飼養，並由齋藤出飼料費。
齋藤（聲：田丸篤志）
動物園前派出所的警員，青森县出生，時常被COLORS捉弄。
大叔／鯨岡大吾郎（聲：玄田哲章）
雜貨店店主，有著各式各樣的商品。時常戴著奇怪的眼鏡。
黄瀬 沙織（聲：名塚佳織）
小幸的母親。阿美橫丁裡蔬果店「黃瀨Fruits」的老闆。有便祕。
時常和小幸笑著一搭一唱互相攻擊。
笹木乃花（聲：朝井彩加）
高中生，家中經營麵包店「笹木麵包坊」。雖然想要繼承麵包店，但做出來的麵包很難吃。
笹木桃花（聲：東城日沙子）
乃花的姐姐，大學生。大學畢業後打算把家中經營的「笹木麵包坊」變成飯糰店，但遭到乃花反對。廚藝非常優秀，做出來的飯糰獲得COLORS的好評，並讓COLORS轉而支持開飯糰店。
昴（聲：沼倉愛美）
高中生，乃花的朋友，在抽獎店鋪打工。似乎因爲打工的關係而差點被留級。

## 出版書籍
| 冊數 | ASCII Media Works | ASCII Media Works      | 台灣角川       | 台灣角川               |
| 冊數 | 發售日期          | ISBN                   | 發售日期       | ISBN                   |
| ---- | ----------------- | ---------------------- | -------------- | ---------------------- |
| 1    | 2015年4月27日     | ISBN 978-4-04-869307-3 | 2016年7月13日  | ISBN 978-986-473-187-9 |
| 2    | 2016年1月27日     | ISBN 978-4-04-865651-1 | 2017年8月21日  | ISBN 978-986-473-845-8 |
| 3    | 2016年10月27日    | ISBN 978-4-04-892427-6 | 2017年12月14日 | ISBN 978-957-853-151-2 |
| 4    | 2017年7月27日     | ISBN 978-4-04-892978-3 | 2018年1月17日  | ISBN 978-957-853-181-9 |
| 5    | 2018年2月26日     | ISBN 978-4-04-893640-8 | 2018年12月24日 | ISBN 978-957-564-653-0 |
| 6    | 2018年12月25日    | ISBN 978-4-04-912234-3 | 2019年9月12日  | ISBN 978-957-743-232-2 |
| 7    | 2019年10月26日    | ISBN 978-4-04-912833-8 |                |                        |
| 8    | 2020年8月27日     | ISBN 978-4-04-913398-1 |                |                        |

## 電視動畫
2017年3月宣布製作電視動畫的消息，並於2018年1月7日首播。
另外，自2017年7月27日於AT-X首播的《天才！彩色冒險》是為了進行動畫播出之前的應援實境節目，由此動畫的聲優高田憂希、高野麻里佳、日岡夏美主持，節目全部共12話。

### 製作人員
- 原作：（《月刊Comic電擊大王》連載）
- 導演：河村智之
- 劇本統籌：安川正吾
- 角色設定：橫田拓己
- 動畫製作：SILVER LINK.

### 主題曲
片頭曲
作詞：畑亞貴，作曲、編曲：齊藤信治，主唱：COLORS☆SLASH（結衣（高田憂希）、小幸（高野麻里佳）、琴葉（日岡夏美））
片尾曲
作詞：兒玉沙織，作曲、編曲：Hanazabu，主唱：COLORS☆SLASH（結衣（高田憂希）、小幸（高野麻里佳）、琴葉（日岡夏美））
插入曲「カラフルデイズ」（第12話）
作詞、作曲：秋浦智裕，編曲：成瀨裕介，主唱：COLORS☆SLASH（結衣（高田憂希）、小幸（高野麻里佳）、琴葉（日岡夏美））

### 各話列表
| 話數 | 日文標題 | 中文標題             | 劇本     | 分鏡              | 演出                | 作畫監督                                                                                                  | 總作畫監督 |
| ---- | -------- | -------------------- | -------- | ----------------- | ------------------- | --- | ---------- |
| 01   |          | COLORS               | 安川正吾 | 河村智之          | 河村智之            | 片山敬介、野口孝行 藁科將斗、森悅史                                                                       | 橫田拓己   |
| 02   |          | 捉迷藏               | 安川正吾 | 河村智之          | 小柴純彌            | 橫田拓己、前嶋弘史、井上美香 壽夢龍、金正男、平山剛                                                       | 山本亮友   |
| 03   |          | 卓卡布搗蛋           | 安川正吾 | 河村智之          | 岡本惠理香          | 山吉一幸、澤入祐樹、佐藤香織 大槻南雄、富田佳亨、古谷梨繪 藤井文乃、山本亮友、橫田拓己                    | 橫田拓己   |
| 04   |          | 夏日祭典             | 安川正吾 | 吉村愛            | 河村智之            | 皆川愛香利、荻窪                                                                                          | 山本亮友   |
| 05   |          | 動物園               | 安川正吾 | 河村智之          | 堀內勇冶            | 山本亮友、大槻南雄、森悅史 本多弘幸、片山敬介、藁科將斗 泉美紗子、藤井文乃、木下由美子 平山剛士、松本勝次 | 橫田拓己   |
| 06   |          | 找弱點會議           | 安川正吾 | 川畑              | 川畑                | 川畑 | 橫田拓己   |
| 07   |          | 不給糖就搗蛋！       | 安川正吾 | 吉村愛 堀內勇冶   | 堀內勇冶 岡本惠理香 | 李少雷、松井京介、富田泰弘 那古谷和彌、石田啟一、Kj.h 荻窪                                                | 山本亮友   |
| 08   |          | 博物館               | 安川正吾 | 井上圭介          | 井上圭介            | 川畑、前嶋弘史、本多弘幸 平山剛士、金正男、泉美紗子 大槻南雄、今田茜、木下由美子 井上美香                 | 橫田拓己   |
| 09   |          | 一枚硬幣機器人小幸   | 安川正吾 | 澤井幸次          | 板庇迪              | 那古谷和彌、津雄健德、松井京介 石田啟一                                                                   | 山本亮友   |
| 10   |          | 太雪了               | 安川正吾 | 神保昌登          | 神保昌登            | 川畑、中島大智、前嶋弘史 皆川愛香利、泉美紗子、沼田廣 大槻南雄、錦織成                                    | 橫田拓己   |
| 11   |          | 超特級捉迷藏         | 安川正吾 | 澤井幸次 堀內勇冶 | 堀內勇冶            | 李少雷 | 山本亮友   |
| 12   |          | COLORS和城市以及人們 | 安川正吾 | 河村智之          | 河村智之            | 井上美香、中島大智、金正男 本多弘幸、杉本亮友、川畑 泉美紗子                                              | 橫田拓己   |

### 播放电视台

#### 日本國內
日本深夜動畫：下文記載的日本国内播放時間使用日本標準時間（UTC+9）表示。因為部分時間标识會採用30小时制，因此請留意这类超过24:00的时间，其實際播放時間為翌日清晨。
| 播放地区 | 播放电视台                                       | 播放日期               | 播放时间（UTC+9）                 | 所属联播网 | 备注                                           |
| -------- | ------------------------------------------------ | ---------------------- | --------------------------------- | ---------- | ---------------------------------------------- |
| 日本全国 | AT-X                                             | 2018年1月7日 - 3月25日 | 星期日 22时30分 - 23时00分        | 卫星电视   | 有重播                                         |
| 日本全国 | BS11                                             | 2018年1月8日 -         | 星期日 25时30分 - 26时00分        | 卫星电视   | 「ANIME+」时段                                 |
| 东京都   | TOKYO MX                                         | 2018年1月8日 -         | 星期日 25时35分 - 26时05分        | 独立局     | 作品故事发生地                                 |
| 兵库县   | SUN电视台                                        | 2018年1月8日 -         | 星期一 23时30分 - 24时00分        |            |                                                |
| 京都府   | KBS京都                                          | 2018年1月9日 -         | 星期二 24时00分-24时30分          |            |                                                |
| 日本全国 | AbemaTV                                          | 2018年1月8日 -         | 星期一 01时35分 - 星期日 02时05分 | 網路電視   | 有重播，限定日本国内IP                         |
| 日本全国 | niconico动画                                     | 2018年1月14日 -        | 星期日 23时00分 - 23时30分        | 網路電視   | 限定日本国内IP收看                             |
| 日本全国 | niconico频道                                     | 2018年1月14日 -        | 星期日 23时00分 更新              | 網路電視   | 首话免费，最新话一周内免费，限定日本国内IP收看 |
| 日本全国 | d Anime Store 亚马逊视频 Hulu Netflix 乐天TV DMM | 2018年1月14日 -        | 星期日 更新                       | 網路電視   | 部分平台海外可观看                             |

#### 日本海外
| 播放地區 | 服務供應平台   | 首播日期      | 更新時間（UTC+8）               | 所屬聯播網 | 備註           |
| -------- | -------------- | ------------- | ------------------------------- | ---------- | -------------- |
| 臺灣     | LINE TV        | 2018年1月7日  | 星期日 23時00分 更新            | 網路電視   | 木棉花國際代理 |
| 臺灣     | 巴哈姆特動畫瘋 | 2018年1月7日  | 星期日 23時00分 更新            | 網路電視   | 木棉花國際代理 |
| 中國     | bilibili       | 2018年1月7日  | 星期日 更新                     | 網路電視   | 木棉花國際代理 |
| 香港     | animax         | 2019年12月7日 | 逢星期二 傍晚八時，每次連播兩集 | 收費電視   |                |

### BD/DVD
| 卷數  | 發行日期      | 收錄話數       | 規格編號  | 規格編號  |
| 卷數  | 發行日期      | 收錄話數       | BD        | DVD       |
| ----- | ------------- | -------------- | --------- | --------- |
| Vol.1 | 2018年3月28日 | 第1話－第3話   | MFXC-0023 | MFBC-0073 |
| Vol.2 | 2018年4月25日 | 第4話－第6話   | MFXC-0024 | MFBC-0074 |
| Vol.3 | 2018年5月25日 | 第7話－第9話   | MFXC-0025 | MFBC-0075 |
| Vol.4 | 2018年6月27日 | 第10話－第12話 | MFXC-0026 | MFBC-0076 |

## 外部連結
- 連載雜誌官方網站（页面存档备份，存于）（日語）
- 電視動畫官方網站 （页面存档备份，存于）（日語）
- 三顆星彩色冒險的X（前Twitter）
- 《三顆星彩色冒險》的Niconico漫畫專頁
- YouTube上的《三顆星彩色冒險》木棉花播放列表